# Svenska kyrkan i San Agustin
Svenska kyrkan i San Agustin är en av Svenska kyrkans utlandsförsamlingar. 

## Administrativ historik
Församlingen bildades 1981. 

## Kyrkoherdar
| Ämbetstid | Namn         | Levnadstid | Övrigt |
| --------- | ------------ | ---------- | ------ |
| 2014–2016 | Eva Isaksson | 1954–      | [ 1 ]  |

### Komministrar
| Ämbetstid | Namn             | Levnadstid | Övrigt |
| --------- | ---------------- | ---------- | ------ |
| 2013–2016 | Gunilla Rödström | 1955–      | [ 1 ]  |

### Fotnoter
1. 1 2   Matrikel 2016: Svenska kyrkan (69:a utgåvan). Stockholm: Verbum. 2016. sid. 418. ISBN 978-91-5263615-2